# Roguszys

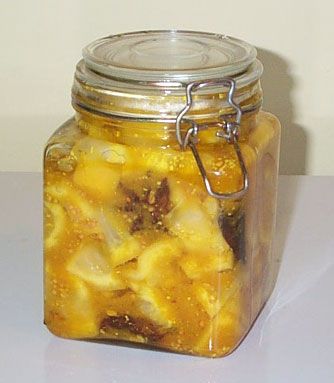
Llimones confitades acompanyades d'estrelles anisades.

Roguszys  és una deïtat procedent dels països de l'Europa de l'est encarregada de dur a terme el procés de confitar les verdures, mètode molt popular i comú dins la cuina lituana. L'ús d'aquest tipus d'acompanyament de verdures de gust salat ha donat lloc a nombroses celebracions paganes de la cultura lituana durant el procés de salaó i posterior confit i fermentació. Aquests costums existien ja a l'edat mitjana, quan confitar era molt important per poder preservar alguns aliments.